# Oncinotis hirta
Oncinotis hirta là một loài thực vật có hoa trong họ La bố ma. Loài này được Oliv. mô tả khoa học đầu tiên năm 1877.